# Ivar Mobekk
Ivar Mobekk (né le 15 septembre 1959 à Elverum) est un ancien sauteur à ski norvégien.

## Palmarès

### Jeux Olympiques
| Épreuve / Édition | Lake Placid 1980 |
| Petit Tremplin    | 27e              |
| Grand Tremplin    | 24e              |

### Coupe du Monde
- Meilleur classement final: 9e en 1981.
- Meilleur résultat: 2e.